# غورا (رواية)
غورا (بالبنغالية: গোরা) هي رواية فلسفية اجتماعية كتبها رابندراناث طاغور، الأديب البنغالي والحائز على جائزة نوبل في الأدب عام 1913. نُشرت الرواية لأول مرة عام 1909 باللغة البنغالية، وتُعد من أطول وأعقد روايات طاغور، وأهمها من حيث المحتوى الفكري والسياسي. تدور أحداث الرواية في مدينة كلكتا (كولكاتا حاليًا) خلال ثمانينيات القرن التاسع عشر، إبان فترة الحكم البريطاني للهند، وتستعرض الرواية عبر شخصياتها وقصصها أسئلة الهوية والانتماء والدين والقومية من منظور متعدد الأبعاد.

## الطول والتأثير المجتمعي
تُعتبر "غورا" أطول رواية كتبها رابندراناث طاغور، وتُعدّ أيضًا من أكثر رواياته عمقًا من حيث البناء الفكري والمجادلة الفلسفية. وقد أتاحت لطاغور مساحة واسعة لتشريح البنية الاجتماعية والدينية والسياسية للهند في أواخر القرن التاسع عشر، وهو ما جعل الرواية نصًا مرجعيًا في النقاشات القومية والدينية لاحقًا.
لقد أثرت غورا بعمق في المجتمع البنغالي والهندي عمومًا، وبرزت كمنصة رمزية للنقاشات المحتدمة بين الهندوسية التقليدية وحركة براهمو ساماج، التي كانت تمثل تيارًا إصلاحيًا حديثًا داخل الفكر الديني الهندي. فقد جسّد طاغور في الرواية هذا الصراع من خلال شخصيات متعددة، أبرزها غورا نفسه، الذي تبنّى في البداية أفكارًا متشددة ترتكز على الهوية الهندوسية الصافية، قبل أن يتعرض لتغيرات جوهرية في مواقفه حين يكتشف أنه ليس هندوسيًا بالولادة.
من جهة أخرى، فإن براهمو ساماج – وهي حركة دينية إصلاحية تأسست في البنغال في أوائل القرن التاسع عشر على يد راجا رام موهان روي – كانت تدعو إلى توحيدية دينية، ونبذ الطقوس والتمييز الطبقي، وتحديث المجتمع الهندي بما يتماشى مع قيم التنوير. في غورا، تجسدت أفكار هذه الجماعة في شخصيات مثل باتشا وبينو، اللذَين مثّلا تيارًا أكثر انفتاحًا وتحررًا دينيًا وفكريًا.
الرواية فتحت حوارًا غير مسبوق حول الأسئلة التالية:
- هل القومية تُبنى على أساس ديني أم إنساني؟
- هل الهوية وراثية أم تُكتسب عبر الفكر والسلوك؟
- ما هو دور المرأة في مشروع الأمة الحديثة؟
- هل يمكن التوفيق بين التقاليد والحداثة؟

كل هذه الأسئلة جعلت من غورا نقطة تحوّل فكرية في الهند الكولونيالية، وأسهمت في بلورة الوعي القومي التعددي الذي نادى به طاغور لاحقًا، خلافًا للقومية الدينية التي تبنّتها حركات أخرى في بدايات القرن العشرين.

## محتويات
تتكون رواية جورا من قصتي حب متوازيتين بين زوجين من العشاق: جورا وسوشاريتا، وبينوي ولوليتا. ويظهر تطورهم العاطفي على خلفية المشاكل الاجتماعية والسياسية السائدة في الهند نحو نهاية القرن التاسع عشر. 

## حبكة
تدور القصة بشكل أساسي حول بطلها، جورموهان المعروف باسم "جورا"، وهو براهمي هندوسي متشدد.  جورا هو شاب ذو بنية جسدية جيدة، وقامة جيدة، وبشرة بيضاء، وصوت ثقيل. بسبب بنيته الجسدية فهو رأس دائرة أصدقائه. على الرغم من أنه ليس وسيمًا، إلا أن جورا يُعتبر جذابًا بسبب كلامه الثقيل وقامته العالية. أفضل صديق لجورا هو Binoybhushan المعروف أيضًا باسم Binoy. بينوي شابٌّ ودودٌ ووسيم. يكنّ حبًّا خاصًّا لوالدة غورا، أناندامايي، ويعتبرها أمًّا له، إذ كان يتيمًا في صغره. في أحد الأيام، يلتقي بينوي مع براهمو ساماجي باريش بابو وابنته سوتشاريتا عندما تتحطم عربتهم خارج منزل بينوي. يساعدهم بينوي ويبدأ بزيارة منزلهم. ثم يتم تقديم بينوي إلى باريش بابو وزوجته فارادسونداري وابنته الكبرى لافانيا وابنته الوسطى لاليتا وابنته الصغرى ليلا. إلى جانبهم، يتم تقديمه إلى سوتشاريتا، الابنة المتبناة لباريش بابو، وساتيش، شقيق سوتشاريتا الحقيقي. في وقت القصة كان هناك صراع مستمر بين جماعة براهمو ساماج والهندوسية؛ حيث كان جورا هندوسيًا متشددًا يؤمن بعدم المساس، وكان يمنع بينوي من مقابلة باريش بابو وعائلته. وهذا يؤدي إلى جدال بين الاثنين. تتهم جورا بينوي بأنه منجذب إلى ابنة باريش بابو، لكن بينوي ينفي ذلك. ذات يوم يحث والد جورا، كريشنادايال، وهو صديق جيد لباريش بابو، جورا على زيارة منزل باريش بابو للاستفسار عن حالته. عندما يذهب جورا إلى هناك، يكون بينوي موجودًا بالفعل، مما يخيب آمال جورا ويثير غضبها. هناك، يتم تقديم غورا إلى هارن المعروف باسم بانو بابو، وهو بنغالي لكنه يكن عاطفة خاصة للبريطانيين. هاران بابو هو رئيس خاص لـ Brahmo Samaj، وهو على وشك الزواج من Sucharita. بسبب كون جورا هندوسيًا، فإنه لا يحظى بنفس الاحترام في منزل باريش بابو كما كان بينوي. يدخل في جدال مع هاران بابو. سوتشاريتا، الذي كان يرى في وقت سابق أن جورا أدنى بسبب تعصبه، يدعم جورا من خلال عدم دعم هاران بابو في المناقشة. ثم يصبح جورا غاضبًا جدًا من بينوي، لكن بسبب عاطفته الخاصة تجاهه لا يستطيع أن يتركه.
لاحقًا، يتعين على جورا أن تذهب إلى منزل باريش بابو مرة أخرى، حيث يستيقظ حب جورا لسوتشاريتا؛ وتقابل سوتشاريتا تلك المشاعر. جورا، الذي أقسم أنه لن يتزوج أبدًا، يشعر بالذنب الشديد تجاه هذا الأمر وينطلق على الفور في رحلة مجهولة. تتوافق فارادسونداري بشكل جيد مع القاضي براونلو، وتختار بينوي ولاليتا للمشاركة في عرض في منزله. يسافر جورا إلى قرية مسكونة بفظائع القاضي والمشرف. يتعهد بتحقيق العدالة في القرية ويثور ضد القاضي. أثار هذا الأمر غضب القضاة، فأرسلوا جورا إلى السجن لمدة شهر دون محاكمة بتهمة ارتكاب أي جريمة. عند سماع هذا، تشعر لاليتا، التي لا تستطيع تحمل الظلم، بالغضب. وبسبب هذا تعود إلى منزلها طوال الليل على متن باخرة مع بينوي. إن حادثة الباخرة - وهي أن فتاة من قبيلة براهمو جاءت بمفردها مع شاب هندوسي في الليل - تثير غضب جماعة براهمو ساماج. أصبحت لاليتا سيئة السمعة، لذلك ألقى فاراداسونداري باللوم على بينوي. يوافق بينوي على الانضمام إلى براهمو ساماج تحت ضغط المجتمع، لكن جورا يعترض على ذلك، كما تمنعه لاليتا أيضًا من القيام بذلك. في هذه الأثناء، تزور عمة سوتشاريتا الأرملة، هاريموهيني، منزل بوريش، وكونها هندوسية يثير صراعًا بينها وبين زوجة بوريش، فارادسونداري. عند رؤية هذا الصراع، يكشف بوريش لسوشاريتا أنها كانت تمتلك منزلها الخاص في الحي والذي اشتراه من مدخرات والد سوشاريتا. تنتقل سوشاريتا وهاريموهيني إلى المنزل.
بعد إطلاق سراحه من السجن، يبدأ غورا بزيارة منزل سوتشاريتا. هاريموهيني، التي تشك في نية جورا، تريد أن تتزوج سوتشاريتا من قريبها كايلاش. سوتشاريتا لم تقبل ذلك وتقبل جورا كمعلم لها. في هذه الأثناء، يتزوج بينوي ولاليتا وسط مقاومة من فارادسونداري وجورا وأقارب بينوي.
في أحد الأيام، عندما يمرض كريشنادايال، يخبر جورا بالحقيقة حول أصوله. يوضح أن جورا ليس ابنه في الواقع، بل هو ابن رجل إيرلندي مسيحي. لقد التقيا عندما كان يعيش في إيتاواه؛ وعندما اندلعت الحرب هناك، قُتل والد جورا العسكري. كانت والدة جورا تعتمد على حسن نية كريشنادايال وأنجبت جورا في منزله، وماتت أثناء ولادتها. قام كريشناديال بتربيته منذ ذلك الحين. في تلك اللحظة، تم تدمير حياة جورا بأكملها، ورفضه الدين الذي ضحى من أجله بحياته كلها. في النهاية، يقبل جورا باريش بابو كمعلم له، بعد شرب الماء من يد لاشميا.

## الشخصيات
- جورموهان المعروف أيضًا باسم جورا/جور هو ابن أناندمويي وكريشنادايال، والأخ غير الشقيق الأصغر لماهيم، وأفضل صديق لبينوي واهتمام سوتشاريتا بالحب. هو بطل الرواية والشخصية الرئيسية فيها.
- بينويبوشان المعروف أيضًا باسم بينوي (فيناي) هو زوج لوليتا وأفضل صديق لجورا.
- سوتشاريتا (الاسم عند الولادة: راداراني) هي الابنة المتبناة لباريش بابو وفارداسونداري وشقيقة ساتيش، وأخواتها غير الشقيقات، لوليتا، لافانيا وليلا.
- لوليتا (لاليتا) هي الابنة الثانية لباريش بابو وفارداسونداري وزوجة بينوي.
- باريششاندرا بهاتاشاريا المعروف أيضًا باسم باريش بابو هو زوج فاراداسونداري، والد لافانيا ولوليتا وليلا.
- أناندمويي (أناندمايي) هي والدة جورا، وزوجة أب ماهيم وزوجة كريشنادايال. إنها زعيمة روحية غامضة، تلعب أنانداموي دورًا مهمًا في تشكيل الرحلة الروحية والفلسفية لجورا. تتحدى تعاليمها ضيق أفق غورا وتعزز فهمًا أكثر شمولاً للروحانية والوجود الإنساني.
- هاران بابو المعروف أيضًا باسم بانو بابو، وهو براهمو ساماجي يكره الثقافة البنغالية والهندية وأعجب بالبريطانيين وغار من بينوي وجورا لأنه يريد الزواج من سوتشاريتا.
- ماهيم الأخ غير الشقيق لجورا، ابن كريشناديال من زوجته الراحلة. هو رجل في منتصف العمر ذكي وماكر، يغار من جورا ويكره زوجة أبيها. هو موظف حكومي. لديه ابنة تدعى شاشيموخي ويريد تزويجها من بينوي. ومع ذلك، عندما تزوج بينوي من لوليتا، بدأ يكرهه.
- كريشنادايال هندوسي متشدد مثل جورا، والد ماهيم، والأب بالتبني لجورا وزوج أناندمايي.
- هاريموهيني عمة سوتشاريتا وساتيش.
- Shri Satishchandra Mukhopadhyaya المعروف أيضًا باسم Satish هو الابن المتبنى لباريش بابو وVardasundari والأخ الحقيقي لـ سوشاريتا، أفضل صديق لـ Binoybhushan. إنه شاب ثرثار وغير مرح.
- كايلاش صهر هاريموهيني
- طالب أفيناش من جورا
- لافانيا الابنة الكبرى لباريش بابو وفارداسونداري
- ليلا هي الابنة الصغرى لباريش بابو وفارداسونداري
- شاشيموخي ابنة ماهيم
- زوجة ماهيم
- خادم مسيحي لاشميا لأناندمويي [6]

## المواضيع
يدور موضوع جورا حول القومية والهوية والإصلاح الاجتماعي. يستكشف هذا الفيلم الصراع بين العادات الهندوسية التقليدية والأفكار الحديثة، مما يعكس تعقيدات الهند خلال الحقبة الاستعمارية. تتصارع بطلة الرواية، جورا، مع أسئلة الهوية والانتماء الثقافي، مما يجعل الرواية استكشافًا عميقًا لاكتشاف الذات والتحول المجتمعي. وفي "جورا"، يتطرق رابندراناث طاغور أيضًا إلى موضوع التسامح الديني وقوة الحب في سد الفجوات الثقافية. تتناول الرواية صراعات الشخصيات مع الديناميكيات الاجتماعية المتغيرة وكيفية تعاملهم مع معتقداتهم الشخصية أثناء التعامل مع القضايا المجتمعية الأوسع. ويؤكد على أهمية التفكير النقدي والانفتاح في مواجهة تحديات عالم سريع التغير. طوال القصة، ينسج طاغور نسيجًا من وجهات النظر والأيديولوجيات المتنوعة، مما يبرز ثراء التراث الثقافي الهندي. ويقدم صورة حية للمشهد الاجتماعي والسياسي والديني في ذلك الوقت، ويطرح أسئلة جوهرية حول الوحدة والتنوع ودور الأفراد في تشكيل مجتمعاتهم. وبينما يتصارع غورا مع هويته ويحاول التوفيق بين نشأته التقليدية والأفكار الحديثة، تعمل الرواية كتأمل في التفاعل المعقد بين التقاليد والتقدم. ويشكل استكشاف الأدوار الجنسانية وتمكين المرأة جانبًا بارزًا آخر من الرواية، حيث يلقي الضوء على أهمية المساواة بين الجنسين ووكالة المرأة. في نهاية المطاف، يعد كتاب "جورا" عملاً مثيراً للتفكير وفلسفياً عميقاً يتجاوز الزمن ويستمر في التأثير على القراء وهم يتأملون العلاقات المعقدة بين التقاليد والقومية والسعي الإنساني إلى الفهم والنمو.

## القيمة الأدبية والفكرية[7]
تُعد رواية "غورا" إحدى أهم وأبرز أعمال رابندراناث طاغور في الأدب البنغالي والهندي عمومًا، وهي تمثل ذروة نضجه الفكري والسردي، وتُصنّف إلى جانب رواياته الكبرى مثل البيت والعالم (Ghare Baire) والملك والملكة (Raja o Rani). نُشرت لأول مرة عام 1910، وقد حققت شهرة سريعة وواسعة، بفضل أسلوبها السردي المعقّد والمثير للتفكير، وعمقها الفلسفي والرمزي، إلى جانب قدرتها على تقديم شخصيات متعددة الأبعاد تُجسّد التعقيدات النفسية والاجتماعية التي عرفها المجتمع الهندي في ظل الاستعمار البريطاني.

### شخصية غورا
يشكّل غورا، بطل الرواية، تجسيدًا رمزيًا للإنسان القومي المتحمس، الذي يؤمن اعتقادًا راسخًا بالتقاليد الهندية الأرثوذكسية، ويدافع عن نقاء الهوية الهندوسية في مواجهة التأثيرات الغربية والإصلاحية. لكن طاغور يُخضع هذه الشخصية لتجربة داخلية عميقة تنتهي باكتشافه أنه ليس هندوسيًا بالولادة، بل مسيحي النسب تم تبنّيه في طفولته. هذا التحول الدراماتيكي يُفكّك بشكل جذري التصورات الجامدة حول الهوية والدين والانتماء، ويفتح الباب أمام إعادة تعريف الهنديّة على أساس القيم الإنسانية الشاملة لا على أسس إثنية أو دينية.

### البنية الرمزية والموضوعات
تمتاز الرواية ببنية رمزية عميقة، حيث يُمكن قراءة "غورا" على أنها تأمل في الصراع بين الحداثة والتقليد، والدين والعقل، والهوية والانتماء. فهي لا تقدم فقط حكاية شخصية، بل مرآة لفترة تاريخية بأكملها، كان المجتمع الهندي خلالها يتلمّس طريقه نحو التحرر السياسي والثقافي والفكري.

### التفاعل مع القضايا السياسية والاجتماعية
حظي النص، وأيضًا اقتباسه السينمائي والمسرحي، بإشادة كبيرة من النقاد والدارسين، خصوصًا لما يقدمه من استكشاف ثاقب للقضايا الاجتماعية والسياسية في الحقبة الاستعمارية. فالرواية لا تكتفي برصد الواقع، بل تحلّله وتنتقده وتقدّم بدائل أخلاقية وفكرية، ما جعلها تُدرج في الكثير من الأبحاث في الدراسات ما بعد الكولونيالية، والدراسات الدينية، والفكر القومي.
وقد أعجب النقاد أيضًا بالنثر الغنائي لطاغور والطريقة التي تشابك بها التأملات الفلسفية مع التعليقات الاجتماعية. سلط استكشاف الرواية لقضايا الطبقات والطبقات والجنس الضوء على أفكار طاغور التقدمية واهتمامه بالإصلاحات الاجتماعية. على مر السنين، كانت رواية "جورا" موضوعًا للعديد من الدراسات الأكاديمية والتحليلات الأدبية، ولا تزال قطعة أدبية مقنعة تلقى صدى لدى القراء في جميع أنحاء العالم. وتظل موضوعاتها المتعلقة باكتشاف الذات والتسامح الديني والسعي وراء الحقيقة ذات صلة حتى في العصر الحديث. 

## الترجمات
تمثل رواية غورا واحدة من أكثر روايات رابندراناث طاغور ترجمةً إلى اللغات العالمية، نظرًا لما تحتويه من غنى فكري وفلسفي، وتعقيد سردي ونفسي يعكس تحولات المجتمع الهندي في ظل الاستعمار البريطاني. وقد تعددت ترجماتها، واختلفت من حيث الدقة والأسلوب والمرجع المعتمد. فيما يلي أبرز الترجمات التاريخية والمعاصرة:

### الترجمة الإنجليزية الأولى (1924)
نُشرت أول ترجمة إنجليزية للرواية عام 1924 على يد دبليو. دبليو. بيرسون (W. W. Pearson)، أحد المقرّبين من طاغور والمبشّرين المسيحيين الذين تأثروا بفكر طاغور الإنساني. وقد خضعت هذه الترجمة لمراجعة جزئية من قبل سوريندراناث طاغور (Surendranath Tagore)، ابن شقيق المؤلف، لتعزيز الدقة والوفاء للنص البنغالي الأصلي. مثّلت هذه النسخة مدخلًا هامًا للجمهور الغربي إلى روايات طاغور.

### الترجمات الفرنسية
- 1927: اعتمدت مارغريت جلوتز (Marguerite Glotz) في ترجمتها الفرنسية على النسخة الإنجليزية لبيرسون، وصدرت الترجمة تحت إشراف بيير فالون (Pierre Fallon) اليسوعي، الذي لاحقًا راجعها عام 1961 بالرجوع إلى الأصل البنغالي، لتكون أكثر دقة وتمثيلًا للنص الأصلي.
- 1923 (غير مكتملة): أعدّت مادلين رولاند (Madeleine Rolland)، شقيقة رومان رولان، محاولة لترجمة الرواية إلى الفرنسية مباشرة من الترجمة الإنجليزية، لكنها لم تُكمل المشروع.

### الترجمة الإنجليزية الحديثة
- 1997: ظهرت ترجمة جديدة قام بها سوجيت موخيرجي (Sujit Mukherjee)، استنادًا إلى الطبعة الأكاديمية البنغالية المعتمدة عام 1941، والصادرة عن أكاديمية ساهيتيا (Sahitya Akademi) في نيودلهي، لتكون أكثر دقة وقربًا من أسلوب طاغور الأصلي.
- 2009: أصدرت رادا تشاكرافارتي (Radha Chakravarty) ترجمة جديدة ضمن سلسلة Penguin Modern Classics، نشرتها دار راندوم هاوس، وتُعتبر هذه النسخة الأكثر تداولًا في الوسط الأكاديمي الغربي المعاصر، لما تتمتع به من دقة لغوية وحسّ أدبي رفيع.

### الترجمات الألمانية
- 1924: نُشرت أول ترجمة ألمانية للرواية بقلم هيلين ماير فرانك (Helene Meyer-Franck).
- 1980: صدرت ترجمة جديدة بقلم جيزيلا ليستي (Gisela Leiste)، أظهرت اهتمامًا خاصًا بالسياق الثقافي الهندي ودقة التعبير.

### الترجمات إلى اللغات الهندية والمحلية
- اللغة الهندية: ترجم الرواية الشاعر والروائي الهندي الشهير أجييا (Ajneya)، وهو أحد أبرز رموز الحداثة في الأدب الهندي. ساعدت هذه الترجمة على ترسيخ مكانة طاغور السردية لدى الجمهور الهندي الناطق بالهندية.
- اللغة المالايالامية: ترجم الرواية الدكتور كي سي أجاياكومار (K. C. Ajayakumar)، وحاز على جائزة Sahitya Akademi للترجمة عام 2015، تكريمًا لجهده المميز في نقل عمل طاغور إلى اللغة المالايالامية بجودة أدبية عالية.

## التحليل
تكشف هذه الترجمات المتعددة والمتفاوتة من حيث الزمن واللغة عن الطابع العالمي لرواية غورا، التي أثارت اهتمامًا مستمرًا عبر ثقافات متعددة، بوصفها نصًا فكريًا أدبيًا يتجاوز الحدود اللغوية والزمنية. كما أن بعض الترجمات، مثل ترجمة تشاكرافارتي، ساعدت على إدراج الرواية ضمن المناهج الدراسية للأدب المقارن والدراسات ما بعد الاستعمار في عدة جامعات حول العالم.

## في السينما والتلفزيون
شهدت رواية غورا لربندرانات طاغور عددًا من الاقتباسات السينمائية والتلفزيونية التي حاولت تجسيد رؤيتها الفلسفية والاجتماعية العميقة على الشاشة. وعلى الرغم من أن تعقيد الرواية وتعدد مستوياتها الرمزية جعل تحويلها إلى عمل مرئي تحديًا كبيرًا، فقد أنجزت عدة محاولات بارزة، منها:

### الفيلم البنغالي (1938)
في عام 1938، أخرج المخرج البنغالي نارش ميترا (Naresh Mitra) أول اقتباس سينمائي للرواية تحت عنوان "غورا"، وهو فيلم ناطق باللغة البنغالية حمل الاسم نفسه. يُعتبر هذا العمل من أقدم الأفلام البنغالية المستندة إلى أعمال طاغور، وقد حاول نقل الصراع الفكري والديني والاجتماعي للرواية إلى الشاشة، رغم محدودية تقنيات السينما آنذاك. شارك في الفيلم مجموعة من الممثلين المسرحيين المعروفين، وكان له أثر كبير في الترويج لأدب طاغور في الأوساط السينمائية.

### مسلسل دوردارشان (2012)
في عام 2012، قامت قناة دوردارشان الوطنية الهندية (Doordarshan) ببث مسلسل تلفزيوني مكون من 26 حلقة مقتبس عن الرواية، من إنتاج جارجي سين (Gargi Sen) وإخراج سومناث سين (Somnath Sen). سعى المسلسل إلى تقديم الرواية بشكل أقرب إلى النص الأصلي، مع الحفاظ على طابعها التاريخي والحواري. وقد حظي المسلسل بتقدير كبير من النقاد لاهتمامه بالتفاصيل الثقافية والدينية، ولاقى متابعة واسعة خاصة بين طلاب الأدب في الجامعات الهندية.

### اقتباس سينمائي جديد (2015)
في عام 2015، أخرجت المخرجة البنغالية شوكلا ميترا (Shukla Mitra) اقتباسًا سينمائيًا جديدًا للرواية، قدّم رؤية معاصرة نسبياً لنص طاغور الكلاسيكي. ركز الفيلم على التحولات النفسية لشخصية غورا، وعُرض في مهرجانات سينمائية محلية ونال إشادات بسبب أدائه التمثيلي وتقديمه البصري للحقبة الاستعمارية.

## الإرث والتأثير الثقافي
تتمتع رواية غورا بمكانة محورية في الأدب البنغالي والهندي عمومًا، وتُعد واحدة من أعظم ما كُتب في فترة النهضة الثقافية البنغالية (Bengal Renaissance). نُشرت لأول مرة عام 1910 (رغم أنها كُتبت بين 1907 و1909)، وسرعان ما أصبحت نصًا كلاسيكيًا خالدًا في الثقافة الهندية الحديثة، ولا تزال تُدرّس في الجامعات وتُترجم وتُناقش حتى اليوم.

### رؤية طاغور وتحدي السائد
قدّمت غورا قراءة جديدة لـ الهوية القومية والدينية، متجاوزة الانقسامات الطائفية والطبقية التي كانت تهيمن على المجتمع الهندي في ظل الاستعمار البريطاني. لم يكتف طاغور بنقد الأرثوذكسية الهندوسية، بل وجّه سهام نقده أيضًا إلى التقليد السياسي القومي عندما يتأسس على الإقصاء، ودعا إلى قومية إنسانية عالمية، يتشارك فيها الناس انطلاقًا من الكرامة الفردية والتعاطف، وليس من النسب أو الدين.
كما تناولت الرواية موضوعات شديدة العمق، منها:
- النظام الطبقي (الكاست)
- الهوية الثقافية والدينية
- المرأة ودورها الاجتماعي والفكري
- الصراع بين التقليد والحداثة
- التحول الشخصي والاكتشاف الذاتي

وقد تجلّت عبقرية طاغور في تصويره لشخصية غورا، بطل الرواية الذي بدأ كقومي متحمّس ملتزم بهوية هندوسية متشددة، ثم يمرّ بتحولات فكرية ونفسية عميقة تقوده إلى نقطة تخلٍّ تام عن التعصب والتحديد القسري للهوية، وهو ما يجعله نموذجًا لصراع الإنسان مع انتماءاته المتوارثة في سبيل اكتشاف إنسانيته الخاصة.

## قراءة إضافية
- Bhattacharya، Nandini (2015). Rabindranath Tagore Gora: A Critical Companion. Primus Books. ISBN:978-93-84082-42-0. مؤرشف من الأصل في 2023-09-15.
- Hogan، Patrick Colm؛ Pandit، Lalita (2003). Rabindranath Tagore: Universality and Tradition. Fairleigh Dickinson University Press. ص. 141–212. ISBN:978-0-8386-3980-1. مؤرشف من الأصل في 2023-09-16.
- Singh، Kh. Kunjo (2002). Humanism and Nationalism in Tagore's Novels. Atlantic Publishers & Dist. ص. 99–112. ISBN:978-81-269-0184-5. مؤرشف من الأصل في 2023-09-15.

## روابط خارجية
- غورا (رواية) في كتب جوجل (Bengali)
- غورا (رواية) في كتب جوجل (English translation)
- غورا (رواية) في كتب جوجل (English translation with notes)
- গোরা সমগ্ৰহ